# Jenna Coleman
Jenna-Louise Coleman (Blackpool, 1986. április 27. –) angol színésznő.
Az Emmerdale Farm című brit szappanoperában 2005-től 2009-ig alakította Jasmine Thomas-t. 2012-ben szerepet kapott a Titanic című minisorozatban, majd megkapta Clara Oswald szerepét a nagysikerű Ki vagy, doki? című brit sci-fi sorozatban.

## Gyermekkora
Jenna Blackpoolban született, Lancashire-ben. Az Arnold School-ban végzett. Az Emmerdale meghallgatásán Coleman elmondta, sajnálja, hogy nem rendelkezik hagyományos egyetemi tapasztalattal.
Még az iskolában, Jenna tagja volt az In Yer Space nevű színtársulatnak, akikkel az Edinburgh-i Fesztiválon előadták a Crystal Clear című darabot. Itt díjat nyert az előadásáért, és a játék is kedvező fogadtatást kapott.

## Pályafutása
Számos meghallgatás után 2005-ben megkapta Jasmine Thomas szerepét az Emmerdale Farm című brit szappanoperában, mely alakításáért 2007-ben két díjra is jelölték. A The British Soap Awards-on a Legjobb újonc, míg a National Television Awards-on a Legkedveltebb újonc díját volt esélye elnyerni. 2009-ben a British Soap Awards-on jelölték a Legszexibb nő, Legjobb színésznő és a Legjobb drámai előadás címekre, illetve jelölést kapott a TV Choice Awards-on a Legjobb színészrő díjra is.

2009 májusában Coleman csatlakozott a Waterloo Road című BBC dráma stábjához, ahol egy iskolás lányt, név szerint Lindsay James-t alakította. Jenna a meghallgatások alatt 23 éves volt, így a tényt, hogy diáklányt alakítson, szürreálisnak nevezte.

2010 decemberében bejelentették, hogy Coleman szerepelni fog a BBC Four új, televíziós adaptációjában, amely John Braine Room at the Top című novelláját dolgozta fel. A történet eredetileg 2011 áprilisában került volna a televíziók képernyőjére, azonban egy, a produkciós cég és Braine között zajló jogi vita miatt ez elmaradt. A konfliktus 2012-re megoldódott, így két részletben, szeptember 26.-án és 27.-én adásba kerülhetett.

2011-ben debütált a mozivásznon az Amerika kapitány - Az első bosszúállók című filmben. Még ebben az évben szerepet kapott a Julian Fellowes által írt 4 részes Titanic minisorozatban, mint Annie Desmond.

2012-ben szerepelt Stephen Poliakoff Dancing on the Edge című drámájában, amely egy fekete Jazz zenekar sorsát követi az 1930-as években. Előreláthatólag 2013 elején vetíti le a BBC Two.

2012 március 21.-én Steven Moffat, a Ki vagy, doki? producere egy sajtótájékoztatón megerősítette, hogy Coleman, mint a Doktor új útitársa fog csatlakozni a stábhoz, leváltva ezzel Karen Gillan-t, és Arthur Darvill-t. Moffat őt választotta a szerepre, mert jól tudott Matt Smith mellett dolgozni, és gyorsabban is tudott beszélni nála. Coleman meghallgatása a legnagyobb titokban zajlott, amit Men on Waves fedőnévvel láttak el; ez az anagrammája a Woman Seven kifejezésnek, hiszen először a 7. évadban tűnik fel.
 
Bár eredetileg úgy hirdették, hogy az új útitárs a 2012-es Karácsonyi epizódban csatlakozik a történethez, Coleman meglepett mindenkit, amikor felbukkant 2012 szeptember 1-jén a 7x01 - Asylum of the Daleks című részben, mint Oswin Oswald. Ezt követően debütált a The Snowmen című, a sorozat rendszerinti Karácsonyi epizódjában, mint Clara. 2015 ben elbúcsúzott a sorozattól, és Pearl Mackie (mint Billie "Bill" Potts) lépett a helyébe Doctor oldalán.
2016 őszén jelent meg a Viktória című TV-sorozat, amelynek ő a főszereplője. A Britek egyik leghosszabb ideig hatalmon lévő uralkodóját, Viktória királynőt játssza.

## Magánélete
Jenna 2011 óta kapcsolatban van Richard Madden színésszel. 2012-ben beválasztották az FHM 100 legdögösebb nője közé, ahol a 91. helyen végzett.

## Filmográfia

### Filmek
| Év   | Magyar cím                           | Eredeti cím                        | Szerep        | Magyar hang |
| ---- | ------------------------------------ | ---------------------------------- | ------------- | ----------- |
| 2011 | Amerika Kapitány: Az első bosszúálló | Captain America: The First Avenger | Connie        | Gáspár Kata |
| 2016 | Mielőtt megismertelek                | Me Before You                      | Katrina Clark | Csuha Bori  |
| 2022 |                                      | Klokkenluider                      | Flo           |             |

### Televíziós szerepek
| Év              | Magyar cím                  | Eredeti cím                  | Szerep                 | Megjegyzések                                   |
| --------------- | --------------------------- | ---------------------------- | ---------------------- | ---------------------------------------------- |
| 2005–2009       |                             | Emmerdale                    | Jasmine Thomas         | főszereplő                                     |
| 2009            |                             | Waterloo Road                | Lindsay James          | mellékszereplő                                 |
| 2012            |                             | Titanic                      | Annie Desmond          | minisorozat                                    |
| 2012            | Hely a tetőn                | Room at the Top              | Susan Brown            | minisorozat                                    |
| 2012–2015, 2017 | Ki vagy, doki?              | Doctor Who                   | Clara Oswald           | 38 epizód magyar hangja Sallai Nóra            |
| 2013            |                             | Dancing on the Edge          | Rosie Williams         | minisorozat                                    |
| 2013            |                             | The Five(ish) Doctors Reboot | Jenna Coleman          | tévéfilm                                       |
| 2013            |                             | Death Comes to Pemberley     | Lydia Wickham          | minisorozat                                    |
| 2016            |                             | Thunderbirds Are Go!         | Baines (hang)          | 1 epizód                                       |
| 2016–2019       | Viktória                    | Victoria                     | Viktória brit királynő | főszereplő magyar hangja Haffner Anikó         |
| 2018            |                             | The Cry                      | Joanna Lindsay         | minisorozat                                    |
| 2020            | A kilences házszám alatt    | Inside No. 9                 | Beattie                | 1 epizód                                       |
| 2021            | A kígyó                     | The Serpent                  | Marie-Andrée Leclerc   | minisorozat                                    |
| 2022            | Sandman: Az álmok fejedelme | The Sandman                  | Johanna Constantine    | mellékszereplő magyar hangja Nemes Takách Kata |

## Fordítás
- Ez a szócikk részben vagy egészben  a   Jenna-Louise Coleman című angol Wikipédia-szócikk fordításán alapul.  Az eredeti cikk szerkesztőit annak laptörténete sorolja fel. Ez a jelzés csupán a megfogalmazás eredetét és a szerzői jogokat jelzi, nem szolgál a cikkben szereplő információk forrásmegjelöléseként.